# Piotr Stiepanow
Piotr Stiepanow (ur. 2 stycznia 1959 w Sakninie) – naddniestrzański polityk, minister przemysłu w latach 2007-2012, premier Naddniestrza od 18 stycznia 2012 do 10 lipca 2013.

## Życiorys
Piotr Stiepanow urodził się w miejscowości Sankino w rejonie krasnoczetajskim w Czuwaszji w ówczesnym ZSRR. W 1982 ukończył Moskiewski Państwowy Uniwersytet Techniczny im. N.E. Baumana. Po studiach rozpoczął pracę w przemyśle gazowym w Jamalsko-Nienieckim Okręgu Autonomicznym. Od 1986 do 1987 pracował w administracji przedsiębiorstwa gazowego w Tyraspolu. W latach 1996–2005 zajmował stanowisko dyrektora generalnego korporacji „Tiraspoltransgaz”, a od 2005 do 2007 dyrektora generalnego „Tiraspoltransgaz-Pridnestrove”.
W styczniu 2007 objął funkcję ministra przemysłu w rządzie prezydenta Naddniestrza Igora Smirnowa. 10 stycznia 2012 prezydent Jewgienij Szewczuk nominował go na nowo powstałe stanowisko premiera. 18 stycznia 2012 jego kandydaturę zatwierdziła Rada Najwyższa Naddniestrza. Urząd premiera Naddniestrza został utworzony w wyniku nowelizacji konstytucji z 2011, która znosiła jednocześnie stanowisko wiceprezydenta. Premier uzyskał kompetencje w zakresie wyznaczania składu rządu, z wyjątkiem ministrów spraw zagranicznych, spraw wewnętrznych, obrony i bezpieczeństwa, powoływanych przez prezydenta.